# Rožično
Rožično je naselje v Občini Kamnik.
Rožično se v starih listinah prvič omenja leta 1291 pod imenom "Spissolter".